# Colnago-Lampre/1991
Deze pagina geeft een overzicht van de Colnago-Lampre wielerploeg in 1991.

## Algemeen
Sponsor: Lampre, Colnago
Ploegleiders: Pietro Algeri, Ennio Bongiorni
Fietsmerk: Colnago

## Renners
| Naam                  | Geboortedatum | Nationaliteit | Ploeg 1990                  |
| --------------------- | ------------- | ------------- | --------------------------- |
| Pierangelo Bincoletto | 14-03-1959    | Italië        | Diana-Colnago               |
| Sandro Bono           | 08-11-1956    | Italië        | Selle Italia-Eurocar-Mosoca |
| Fabrizio Bontempi     | 01-11-1966    | Italië        | Diana-Colnago               |
| Gianluca Bortolami    | 28-08-1968    | Italië        | Diana-Colnago               |
| Luigi Botteon         | 27-07-1964    | Italië        | Chateau d'Ax-Salotti        |
| Davide Bramati        | 28-06-1968    | Italië        | Diana-Colnago               |
| Luca Bramati          | 06-11-1968    | Italië        | Neoprof                     |
| Stefano Cortinovis    | 25-05-1968    | Italië        | Neoprof                     |
| Gianvito Martinelli   | 23-05-1969    | Italië        | Neoprof                     |
| Dario Nicoletti       | 07-03-1967    | Italië        | Neoprof                     |
| Oscar Pelliccioli     | 01-07-1965    | Italië        | Diana-Colnago               |
| Lech Piasecki         | 13-11-1961    | Polen         | Diana-Colnago               |
| Maurizio Piovani      | 17-07-1959    | Italië        | Diana-Colnago               |
| Ján Svorada           | 28-06-1968    | Tsjechië      | Neoprof                     |
| Marek Szerszynski     | 08-10-1960    | Polen         | Diana-Colnago               |
| Angelo Tosi           | 17-05-1964    | Italië        | Diana-Colnago               |

## Overwinningen
Ronde van Campanië
Dario Nicoletti
Wielerweek van Bergamo
6e etappe: Gianluca Bortolami
Ronde van Groot-Brittannië
4e etappe: Gianluca Bortolami
Mannen:1991 · 1992 · 1993 · 1994 · 1995 · 1996 · 1997-1998 · 1999 · 2000 · 2001 · 2002 · 2003 · 2004 · 2005 · 2006 · 2007 · 2008 · 2009 · 2010 · 2011 · 2012 · 2013 · 2014 · 2015 · 2016 · 2017 · 2018 · 2019 · 2020 · 2021 · 2022 · 2023 · 2024 · 2025
Vrouwen:2022 · 2023 · 2024 · 2025